# Jean Ping
Jean Ping (* 24. listopadu 1942, Omboué) je gabonský politik a diplomat. Jeho otcem byl Čcheng Č'-pching, Číňan z provincie Če-ťiang, který pracoval v Africe jako dřevorubec. Jeho matka Germaine Anina pocházela z nkomijské náčelnické rodiny.
Získal státní stipendium a vystudoval ekonomii na Univerzitě Paříž 1 Panthéon-Sorbonne. Pracoval na gabonském velvyslanectví v Paříži a v centrále UNESCO. V osmdesátých letech se vrátil do Gabonu a patřil k okruhu nejbližších spolupracovníků prezidenta Omara Bonga. Byl poslancem Národního shromáždění a členem vlády jako ministr informací, ministr těžby a energetiky, ministr turistiky a náměstek ministra financí. V letech 1999–2008 byl gabonským ministrem zahraničí. Roku 2004 byl zvolen předsedou Valného shromáždění OSN, funkci zastával do září 2005. V letech 2008 až 2012 zastával funkci předsedy Komise Africké unie, stal se první osobou čínského původu v této funkci.
V roce 2014 oznámil, že vystupuje z Gabonské demokratické strany. Vytvořil koalici opozičních sil FUOPA a stal se hlavním kritikem autokratického režimu Aliho Bonga. Byl jediným prezidentovým protikandidátem ve volbách hlavy státu v srpnu 2016. Jednokolové hlasování prohrál o 1,5 procenta a obvinil režim ze zmanipulování voleb. Následovala žaloba u Ústavního soudu i útok armády na Pingův volební štáb. Regulérností voleb se zabýval Mezinárodní trestní soud, Evropský parlament i Mezinárodní organizace frankofonie.  
V důsledku nepokojů byl Ping na pět let zbaven cestovního pasu. Odmítl kandidovat v prezidentských volbách v roce 2023 s poukazem na nerovné podmínky. Podpořil převrat v srpnu 2023, kterým Brice Clotaire Oligui Nguema ukončil více než padesátiletou nadvládu Bongovy rodiny.
Jeho manželkou je Jeanne-Thérèse Ping, dvě děti má také s Pascaline Bongovou, dcerou exprezidenta Bonga. Celkem je otcem osmi dětí, syn Franck Ping je úspěšným podnikatelem v oblasti logistiky a spolupracovníkem čínské firmy Sinohydro. 